# Işıkları Söndürseler Bile
Işıkları Söndürseler Bile je sedmé album turecké rockové skupiny maNga. Bylo vydáno pod vydavatelstvím Poll Production 14. dubna 2014.

## Seznam písní
| Pořadí         | Název                     | Délka |
| -------------- | ------------------------- | ----- |
| 1.             | Dem                       | 1:35  |
| 2.             | Fazla Aşkı Olan Var Mı?   | 3:38  |
| 3.             | Parti                     | 4:14  |
| 4.             | Hint Kumaşı               | 4:43  |
| 5.             | Bize Müsaade Ettim        | 3:52  |
| 6.             | Bir Varmış Bir Yokmuş     | 2:59  |
| 7.             | Işıkları Söndürseler Bile | 4:29  |
| 8.             | En Güzel Şarkım           | 3:58  |
| 9.             | Gözünü Aç Çocuk           | 3:21  |
| 10.            | Romantik Şizofren         | 4:53  |
| 11.            | Eriyorum Nihayete         | 3:37  |
| 12.            | Yaranmaz Aşık             | 3:35  |
| Celková délka: | Celková délka:            | 44:54 |